# Just like You (Louis Tomlinson)
Just like You è un singolo promozionale del cantante britannico Louis Tomlinson, pubblicato il 12 ottobre 2017.